# 中央巡视工作领导小组
中央巡视工作领导小组，是中共中央议事协调机构，领导全党巡视工作及各中央巡视组，直接向中共中央负责并报告工作。

## 沿革
1921年，中共中央开始派遣特派员巡行指导工作。1928年，中央专门制定巡视条例，以中共中央通稿形式下发，要求各级党部执行，成为中国共产党巡视制度的起源。
1990年，中共十三届六中全会决定，中央和省、自治区、直辖市党委可以根据需要派出巡视工作小组。1996年1月，经中共中央批准，中央纪委第六次全会作出“中央纪律检查委员会根据工作需要，选派部级干部到地方和部门巡视”的部署。1996年，中央纪委第一次开展巡视。2002年11月，中共十六大作出“改革和完善党的纪律检查体制，建立和完善巡视制度”的决策。
2001年至2002年，中央纪委、中央组织部联合派出中央纪委、中央组织部巡视组，对部分省（区）开展巡视试点。2002年11月，中共十六大作出“改革和完善党的纪律检查体制，建立和完善巡视制度”的决策。按照中共十六大报告提出的“建立和完善巡视制度”的要求，2003年8月，经中共中央、国务院批准，中央纪委、中央组织部组建了中央纪委、中央组织部巡视工作办公室和中央纪委、中央组织部巡视组。巡视工作办公室与中央纪委党风廉政建设室是一个机构两块牌子，作为中央纪委、中央组织部巡视工作联席会议的日常办事机构。巡视工作办公室由45名工作人员组成。2003年12月，中共中央颁发《中国共产党党内监督条例（试行）》，用党内法规的形式确定了巡视制度为党内监督的十项制度之一。
2005年，中央批准单独设立中央纪委、中央组织部巡视工作办公室，主要为巡视工作提供相关的行政服务。2005年8月19日，中央纪委、中央组织部巡视工作办公室组建座谈会召开，中央纪委副书记马馼宣读了中央机构编制委员会办公室关于调整中央纪委、中央组织部巡视工作办公室设置的批复，中央纪委干部室有关负责人宣读了巡视工作办公室“三定”方案、班子组成和处级设置。
2007年，中共十七大报告提出“完善巡视制度”的要求，新修订的《中国共产党章程》将“党的中央和省、自治区、直辖市委员会实行巡视制度”纳入党的组织制度体系，由此将巡视制度从党内监督制度层面提升到党的组织制度层面，巡视工作由此进入深入推进阶段。此后中央纪委和中央组织部成立了联合起草组，开始起草《中国共产党巡视工作条例（试行）》。
2009年7月2日，中共中央印发《中国共产党巡视工作条例（试行）》。2009年11月，中共中央决定成立中央巡视工作领导小组，并将中央纪委、中央组织部巡视组更名为中央巡视组。2009年12月18日，中央巡视工作领导小组第一次会议审议通过了《中央巡视工作领导小组工作规则》和《中央巡视工作领导小组办公室工作规则》。
2013年中共十八届三中全会决定，改进中央和省区市巡视制度，做到对地方、部门、企事业单位全覆盖。
2015年8月，中共中央印发《中国共产党巡视工作条例》，自2015年8月3日起施行，2009年7月2日中共中央印发的《中国共产党巡视工作条例（试行）》同时废止。该条例将中央巡视工作领导小组对省区市巡视工作原“指导”关系改为“领导”关系，并扩大了被巡视对象的范围，将法院、检察院党组主要负责人，副省级市四套班子党组主要负责人以及中央部委、国家机关、人民团体领导班子及其成员、央属企业等也纳入巡视范围。2017年7月1日，《中共中央关于修改〈中国共产党巡视工作条例〉的决定》修改了该条例。
2017年中共十九大报告提出，要“更好发挥巡视制度监督作用”。

## 职责
2017年修改后的《中国共产党巡视工作条例》第五条规定：“党的中央和省、自治区、直辖市委员会成立巡视工作领导小组，分别向党中央和省、自治区、直辖市党委负责并报告工作。”“巡视工作领导小组组长由同级党的纪律检查委员会书记担任，副组长一般由同级党委组织部部长担任。巡视工作领导小组组长为组织实施巡视工作的主要责任人。”“中央巡视工作领导小组应当加强对省、自治区、直辖市党委，中央有关部委，中央国家机关部门党组（党委）巡视工作的领导。”
第六条规定：“巡视工作领导小组的职责是：
- （一）贯彻党的中央委员会和同级党的委员会有关决议、决定；
- （二）研究提出巡视工作规划、年度计划和阶段任务安排；
- （三）听取巡视工作汇报；
- （四）研究巡视成果的运用，分类处置，提出相关意见和建议；
- （五）向同级党组织报告巡视工作情况；
- （六）对巡视组进行管理和监督；
- （七）研究处理巡视工作中的其他重要事项。”[10]

## 组成人员
| 2009年成立时的组成人员是： 组长 - 贺国强（中央政治局常委、中央纪委书记） 副组长 - 李源潮（中央政治局委员、中央书记处书记、中央组织部部长） - 何勇（中央书记处书记、中央纪委副书记） 成员 - 马馼（中央纪委副书记、监察部部长） - 沈跃跃（中央组织部常务副部长） - 干以胜（中央纪委副书记） - 吴玉良（中央纪委秘书长） - 张纪南（中央纪委常委，中央组织部副部长） - 王秦丰（中央组织部部务委员兼干部二局局长） 2010年增补： 成员 - 王铁（中央巡视工作领导小组办公室主任） 2011年调整： 成员 - 崔少鹏（中央纪委秘书长，接替吴玉良） - 潘立刚（中央组织部部务委员兼干部二局局长，接替王秦丰） | 2013年调整后的组成人员是： 组长 - 王岐山（中共中央政治局常委、中央纪委书记） 副组长 - 赵乐际（中共中央政治局委员、中央书记处书记、中央组织部部长） - 赵洪祝（中共中央书记处书记、中央纪委副书记） 成员 - 黄树贤（中央纪委副书记、监察部部长） - 陈希（中央组织部常务副部长） - 张军（中央纪委副书记） - 崔少鹏（中央纪委秘书长） - 王尔乘（中央组织部副部长） - 王铁（中央巡视工作领导小组办公室主任） 2014年1月11日调整： 成员 - 黎晓宏（中央巡视工作领导小组办公室主任，接替王铁） 2015年8月免去： 成员 - 王尔乘（中央组织部副部长） 2015年调整： 成员 - 杨晓超（中央纪委秘书长，接替崔少鹏） |

|  |  |

## 办事机构
中央巡视工作领导小组办公室，简称中央巡视办，是中央巡视工作领导小组下设的日常办事机构。中央巡视办设在中央纪律检查委员会。

### 职责
根据2017年修改后的《中国共产党巡视工作条例》第八条规定：巡视工作领导小组办公室的职责是：
1. 向巡视工作领导小组报告工作情况，传达贯彻巡视工作领导小组的决策和部署；
2. 统筹、协调、指导巡视组开展工作；
3. 承担政策研究、制度建设等工作；
4. 对派出巡视组的党组织、巡视工作领导小组决定的事项进行督办；
5. 配合有关部门对巡视工作人员进行培训、考核、监督和管理；
6. 办理巡视工作领导小组交办的其他事项。

### 机构设置
根据有关规定，中央巡视办设置下列机构：
- 综合处
- 信息处
- 联络处
- 督导处（四处）
- 党风廉政处

### 历任领导
中央巡视工作领导小组办公室主任、副主任是：

| 主任 - 王伟（2005年11月—2008年2月，中央纪委、中央组织部巡视工作办公室主任）（副部长级） - 强卫东（2008年2月—2010年，中央纪委、中央组织部巡视工作办公室主任）（副部长级） - 王铁（2010年—2013年9月，兼任）（副部长级） - 黎晓宏（2013年10月—2017年12月，兼任） - 王鸿津（2017年12月—，兼任） 副主任 - 李新丽（？—2010年，中央纪委、中央组织部巡视工作办公室副主任；2010年—？） - 玄洪云（？—2010年，中央纪委、中央组织部巡视工作办公室副主任；2010年—？，后为正局级纪律检查员、监察专员兼） - 曾明子（？—2010年，中央纪委、中央组织部巡视工作办公室副主任；2010年—？） - 张本平（？—2017年4月） - 王瑛（2015年—2019年9月） - 杨春光（2015年—2016年10月） - 夏立忠（2016年—2023年8月） | 正局级纪律检查员 - 玄洪云（？—？，正局级纪律检查员、监察专员） 副局级纪律检查员 - 任爱军（？—？，中央纪委、中央组织部巡视工作办公室副局级纪律检查员、监察专员） - 向胜国（？—？，副局级纪律检查员、监察专员） |